# Плещевка (Псковська область)
Плещевка (рос. Плещевка) — присілок в Дєдовицькому районі Псковської області Російської Федерації.
Населення становить 9 осіб. Входить до складу муніципального утворення Шелонська волость.

## Історія
Від 2015 року входить до складу муніципального утворення Шелонська волость.

## Населення
| 2001 | 2002 | 2010 |
| ---- | ---- | ---- |
| 33   | ↘28  | ↘9   |